# CF98
CF98 – polski zespół muzyczny wykonujący pop punk, skate punk, melodic hardcore, rock, założony w 2003 w Krakowie.

## Historia
Zespół powstał na gruncie grupy przyjaciół. Nazwa formacji pochodzi od pierwiastka kaliforn – w jednym z wywiadów członkowie CF98 przyznali: „Ten pierwiastek na nas zadziałał...”.
Muzyka grupy, mimo iż mocno zakorzeniona w scenie hardcore punk, znacznie częściej jest kojarzona z pop punkiem. W początkach twórczości CF98 można znaleźć wpływy takich zespołów jak New Found Glory, wczesny Saves the Day, czy późniejszy Millencolin.
Sami określają swoją muzykę jako: punk mixed with some soft core pop chocolate milk cocktail.
Zespół koncertował na samodzielnie zorganizowanych trasach w Polsce, Niemczech, Czechach i na Słowacji. CF98 grał koncerty z takimi polskimi artystami jak Coma, Happysad, Hey, O.S.T.R., Acid Drinkers, Vavamuffin czy z zespołami zachodniej sceny hard core/punk jak: Good Riddance, Ignite, Billy Talent, Rise Against, Bad Religion, Funeral for a Friend, Cancer Bats. Zagrał jako support na pierwszym polskim koncercie kanadyjskiej formacji Billy Talent, grającej zbliżony gatunek muzyki, który odbył się 19 czerwca 2008 roku w warszawskim klubie Proxima. Zespół trzykrotnie wystąpił na Festiwalu w Jarocinie, dwukrotnie na głównej scenie – 19 lipca 2008 oraz 17 lipca 2010 (30-lecie Festiwalu Jarocin) i raz na małej scenie w 2013. W 2010 zespół wystąpił na Coke Live Music Festival w Krakowie. Wystąpił m.in. na takich festiwalach jak: Jarocin, Coke Live Music, Odjazdy, Rock in Arena, Rock in Summer. Ponadto pojawiał się w mediach na łamach Dziennika Polskiego, Gazety Wyborczej, Teraz Rock oraz stacji TVP Kultura, Polskiego Radia, Radiostacji oraz Antyradia.
CF98 zadebiutowali w marcu 2004 roku koncertem przed niemiecką formacją Generation Fuck w nieistniejącym już kultowym krakowskim klubie „Stacja Woodstock”.
W 2007 zespół nagrał wspólny utwór z przedstawicielami polskiej sceny hip-hop takimi jak Juree i DJ Kamel. Utwór ten miał być ścieżką dźwiękową w filmie promującym sporty ekstremalne. Utwór ten znalazł się na albumie Tiny Drum, Apple Juice, And... w zmienionej formie i zmienionym tytule na Stay The Winner. Na płycie Tiny Drum, Apple Juice, and... gościnnie udział wzięła sekcja dęta z zespołu Skangur.
Po długim okresie przemian w strukturze grupy, nowy skład muzyków zakończył pracę nad kolejnym materiałem, zatytułowanym Story Makers i wydanym jako piąty album studyjny za pośrednictwem wytwórni Antena Krzyku w Międzynarodowy Dzień Dziecka 1 czerwca 2017.
W 2018 zespół ponownie zarejestrował w Waiting Room Studio singiel „Buffalo's Eye”, który pierwotnie ukazał się w 2006 roku na albumie „Enjoy”. Tym razem utwór powstał w wersji Skate punk pod nową nazwą „B-Eye 2018” i miał swoją premierę 5 sierpnia 2018.
W październiku 2018 roku CF98 wyruszyli na Ukraińską trasę i wystąpili ze swoimi koncertami w miastach: Tarnopol, Iwano-Frankiwsk, Kijów i Lwów.
Na początku 2019 roku, zespół zarejestrował w Studio Monochrom pięć utworów, które ukazały się na „Rotten To The Core” EP za pośrednictwem amerykańskiej wytwórni Sound Speed Records. Data premiery mini albumu miała miejsce 26 kwietnia 2019 roku.
W czerwcu 2019 roku zespołowi udało się zagrać 5-cio dniową trasę po Japonii oraz wystąpić na festiwalach Mighty Sounds w Czechach oraz SBÄM Fest w Austrii. Zespół zagrał także kilka klubowych koncertów z zespołami Satanic Surfers, Krang, Useless ID, Teenage Bottlerocket, Ignite.
W sierpniu 2019 roku zespół pojawił się na festiwalu Punk Rock Holiday PRH 1.9 w Słoweńskim Tolminie gdzie w trzecim dniu wystąpił na scenie „Beach Stage” oraz zagrał akustyczny set na „American Socks Stage”.
W marcu 2020 roku zespół odbył sesję nagraniową w Studio Monochrom, której efektem jest wydana w maju 2020 roku „Dead Inside” EP. Producentem tego minialbumu jest Ishay Berger, gitarzysta zespołu Useless ID.
Z początkiem października 2021 roku zespół udał się do studia Heinrich House Studio by zarejestrować materiał na kolejny album, który ukazał się 2 września 2022 roku i został zatytułowany „This Is Fine”. Album ten, kolejny raz, został wydany za pośrednictwem Sound Speed Records przy udziale SBÄM Records i pojawił się w kilku wersjach na winylu, na CD oraz w wersji cyfrowej.
17 lipca 2022 roku CF98 pojawili się na Jarocin Festiwal a ich koncert miał miejsce na małej scenie.
Natomiast 8 sierpnia, tego samego roku, zespół miał okazję ponownie wystąpić na Punk Rock Holiday PRH 2.3 tym razem na głównej scenie w pierwszym dniu festiwalu na tzw. warmup show.
29 marca 2024 roku, za pośrednictwem serwisów streamingowych, zespół wydał singiel zatytułowany „Honestly”. Jest to efekt współpracy z producentem Pete Zengerle.

## Muzycy
| Obecny skład zespołu - Karolina Duszkiewicz – śpiew, instrumenty klawiszowe (2003–) - Michał Kurzyk – gitara basowa (2012–) - Wojtek Zając – perkusja (2023–) - Mateusz Poznański – gitara (2016–) | Byli członkowie zespołu - Karol Grela – gitara (2007–2011) - Aleksander Domagalski – gitara (2003–2019) - Kuba Urbańczyk – gitara (2003–2005) - Szymon Piotrowski – gitara (2007–2008) - Krzysztof Kościelski – gitara basowa (2003–2012) - Marcin Kiciński – gitara basowa (2023) - Michał Stabrawa – perkusja (2004–2015) - Rafał Kawa – perkusja (2003–2004) - Adrian Majcherek – perkusja (2016–2022) - Rafał Mianowicz – perkusja (2022) - Szymon Bardak – perkusja (2023) | Muzycy koncertowi - Michał Sędek – perkusja (2011) - Adam Paniak – perkusja (2004) - Justyna Sierpińska – gitara (2005–2006) |

## Dyskografia

### Albumy studyjne
- Enjoy (CD, Pasażer Records, 2006)
- Tiny Drum, Apple Juice, And A Virgin Island on The Magic Store (CD, Pasażer Records, 2008)
- Nic do stracenia (CD, Antena Krzyku, 2010)
- 13 (CD, My Music, 2013)
- Story Makers (CD, Antena Krzyku, 2017), (MC, Sorry Hombre, 2017)
- This Is Fine (CD, Sbam Records/Sound Speed Records, 2022)

### EP
- Rotten To The Core EP (CD, Sound Speed Records, 2019)
- Dead Inside EP (CD, Sound Speed Records, 2020)
- Rotten To The Core EP + Dead Inside EP (Vinyl, Sound Speed Records, 2020)

### Kompilacje
- Ostry Dyżur vol.2 (CD, Pasażer Records, 2006)
- Pasazer 21 (CD, Pasażer Records, 2006)
- Kaliforniapunk.info (CD, Support Records, 2005)
- Mp3 Compilation #3 (CD, Band.pl Records, 2006)
- Ostry Dyżur vol.4 (CD, Pasażer Records, 2008)
- Lets Go Girls 2 (CD, Lab Records, 2018)
- Ultra Chaos Piknik - Live 2019 (Vinyl, CD, Zima Records, 2020)
- At The Speed Of Sound Vol 1.2 (CD, Sound Speed Records, 2020)

### Inne wydawnictwa
- Demo (CD, DIY, 2005)
- In Punk We Rust (CD, DIY, 2007)

### Single
| 2006                           | Buffalo's Eye              | — | — | —  | Enjoy                     |
| 2006                           | Fight Club                 | — | — | —  | Enjoy                     |
| 2007                           | Don't Break Down           | — | — | —  | In Punk We Rust           |
| 2008                           | Flames Of Frustration      | — | — | —  | Tiny Drum, Apple Juice... |
| 2008                           | The Biggest Punch On Earth | — | — | —  | Tiny Drum, Apple Juice... |
| 2010                           | Walka Królestw             | — | — | —  | Nic Do Stracenia          |
| 2010                           | Johnny Cash                | 2 | — | —  | Nic Do Stracenia          |
| 2013                           | Dźwięk Tłuczonego Szkła    | — | — | 6  | 13                        |
| 2014                           | Moments                    | — | — | 4  | —                         |
| 2015                           | Time                       | — | — | 15 | —                         |
| 2017                           | Small Town Heroes          | — | — | —  | Story Makers              |
| 2017                           | Bigger Business            | — | 1 | —  | Story Makers              |
| 2018                           | B-eye 2018                 | — | — | —  | —                         |
| 2019                           | Rotten To The Core         | — | — | —  | Rotten To The Core EP     |
| 2019                           | Missing Part               | — | — | —  | Rotten To The Core EP     |
| 2024                           | Honestly                   | — | — | —  | —                         |
| „–” pozycja nie była notowana. |                            |   |   |    |                           |

## Publikacje wideo

### Teledyski
| Rok  | Tytuł                 | Reżyseria                        | Produkcja                                      |
| ---- | --------------------- | -------------------------------- | ---------------------------------------------- |
| 2006 | Buffalo's Eye         | CF98                             | 100 Procent                                    |
| 2008 | Flames Of Frustration | CF98/Pipe Hole                   | Pipe Hole                                      |
| 2012 | Walka Królestw        | CF98                             | CF98                                           |
| 2013 | Podaj Dalej           | Michał Pałuszny (CreArtive)      | Michał Pałuszny, Marcin Rzeźniczek (CreArtive) |
| 2017 | Small Town Heroes     | CF98                             | CF98                                           |
| 2017 | Normal Behavior       | CF98                             | CF98                                           |
| 2018 | Shortball             | CF98                             | Piotr Pluciński                                |
| 2019 | Missing Part          | CF98                             | CF98                                           |
| 2020 | Oh Boy                | CF98/Szymon Chałupka (Filmujemy) | Szymon Chałupka (Filmujemy)                    |
| 2022 | Double Sunrise        | CF98                             | CF98                                           |

### Inne
| Rok  | Tytuł         | Funkcja           | Reżyseria                 | Produkcja                 |
| ---- | ------------- | ----------------- | ------------------------- | ------------------------- |
| 2006 | Poza kontrolą | Koncert           | TVP Kultura               | TVP Kultura               |
| 2006 | Pussy Movie   | Ścieżka dźwiękowa | Rysiek „Ryys” Syryczyński | Rysiek „Ryys” Syryczyński |

## Nagrody i wyróżnienia
| Rok  | Kategoria                                   | Nagroda                    | Nota       |
| ---- | ------------------------------------------- | -------------------------- | ---------- |
| 2011 | Najlepsza Wokalistka (Karolina Duszkiewicz) | Plebiscyt Teraz Rock, 2010 | 8. miejsce |